# Georges Marcellin Chabron de Solilhac
Pour les articles homonymes, voir Chabron.
Georges Marcelin Chabron de Solilhac, né le 12 octobre 1769, mort le 20 novembre 1829, est officier français chouan pendant la Révolution française, puis député royaliste sous la Restauration.

## Biographie
Né à Saint-Paulien, dans la Haute-Loire, il émigre en 1790, et servira dans l'Armée de Condé. Rentré en France, il devient officier dans la Division de Lamballe et Moncontour, au sein de l'Armée catholique et royale des Côtes-du-Nord, elle-même rattachée à l'Armée catholique et royale de Bretagne. Il est un des cosignataires du traité de La Mabilais le 12 février 1795, le 1er Floréal An III de la République. Traduit devant le Conseil de guerre, avec Cormatin, pour violation du traité de La Jaunaye, il est condamné à la détention et réussit à s'évader. Il réapparaît à l'Empire et devient maire de Saint-Geneys-près-Saint-Paulien ou de Saint-Paulien de février 1802 à décembre 1816, suivant les registres d'état-civil de l'époque. Il est fait Maréchal de camp à la Seconde Restauration et prévôt de son département dans la même période. Ce qu'il fit pendant les Cent-Jours, (mars à juin 1815), nul ne sait.
Élu député pour la première fois le 22 août 1815 par le collège du département de la Haute-Loire. Il obtient sur 216 inscrits et 127 votants, une majorité de 79 voix et siège parmi les ultras de la Chambre introuvable. Il siège au centre de 1815 à 1816, au centre-droit de 1816 à 1819, au centre de 1819 à 1820, à droite de 1820 à 1821 et au centre de 1821 à 1827
Il est décrit par ses contemporains comme étant de stature athlétique, de haute taille, avec de larges épaules et une tête à grosse face rouge, garnie de cheveux noirs. On dit de lui qu'il aime les vins du Puy, buvant sans façon son quart de vin blanc le matin. Réélu le 4 octobre 1816 avec 77 voix sur 141 votants et 213 inscrits. Il siégea à côté de Monsieur le comte Joseph de Villèle, (1773-1854) et Jacques-Joseph Corbière, comte de, (1766-1853). Il vota pour les lois d'exception, à la suite de la chute du ministère Decazes et de la séance du 7 mars 1820. On retiendra de son discours contre la liberté individuelle: " Toutes les fureurs ont été déchainées par la presse, et le citoyen ne fait plus un pas sans être provoqué à la rébellion; il la lit dans les journaux, il la voit sur les murs de la capitale, elle est partout, jusque dans l'air qu'il respire...Pourriez-vous dans cet état de choses, ne pas consentir à des sacrifices passagers, mais salutaires? Pilotes imprudents, abandonneriez-vous le vaisseau de l'Etat aux fureurs de la tempête, et refuseriez-vous de jeter à la mer une partie de la cargaison pour sauver l'équipage? ". Le chroniqueur nous dit que les opinions de ce député ne varièrent pas au cours de ses  divers mandats. Réélu une troisième fois le 13 novembre 1820 par 73 voix sur 115 votants et 141 inscrit, contre Mr Deliques de Ferrainghe, puis le 2 mars 1824 par 61 voix sur 103 votants et 150 inscrits toujours contre monsieur Deliques de Ferrainghe et enfin par 80 voix le 24 novembre 1827 sur 99 votants et 140 inscrits. Il ne semble pas être un bon orateur et on note cette métaphore malheureuse pour plaider en faveur des Vendéens: " 250 000 francs ne paieront pas les jambes de bois que l'on porte à la Vendée  ". Voulant introduire un amendement en faveur de la religion il le motive sur le protocole de : "  Louis par la grâce de Dieu  ". Le rédacteur de la biographie des députés de 1820 dit  qu'il est plus grotesque dans la comparaison que bouffi dans la métaphore, citant une ingénieuse analogie entre des emprunts et des échafaudages: "  Les emprunts, s'écrie l'orateur, semblables à ces appuis que l'on place pour soutenir, pendant quelques instants, un vieux bâtiment qui menace ruine, peuvent bien retarder la chute de l'édifice; mais celui-ci ne reposant plus sur ses fondements naturels, l'écroulement deviendra bientôt universel; il ne restera même pas la possibilité des réparations. Il meurt pendant la session, le 20 novembre 1829, âgé de 60 ans. Le Parti légitimiste, le remplaça par Pierre-Antoine Berryer, en 1830.

## Armoiries
« D'Azur au chevron d'or accompagné de trois pattes de griffons d'argent, les griffons en bas Supports deux lions au naturel »